# Valar
Los valar (singular, vala) son seres ficticios que pertenecen al legendarium del escritor británico J. R. R. Tolkien y que aparecen en su novela El Silmarillion y en otras novelas. Son una clase de ainur, seres espirituales de gran poder, que entraron en Eä para preparar y luego proteger Arda, de forma que esta sirviera de habitación a los hijos de Ilúvatar. El femenino del término es valier (singular valië, «reinas de los valar»).

Representación gráfica de las relaciones entre los valar que aparecen en El Silmarillion.

## Introducción e historia
Al igual que el resto de los ainur, los valar fueron creados por Ilúvatar, quien les dio ser a partir de sus propios pensamientos. Tras ejecutar la Música de los Ainur, entraron en las vastas regiones de Eä y formaron Arda, la Tierra. Junto a ellos se encuentran los maiar, los ainur de menor jerarquía que también entraron en Eä, quienes frecuentemente los sirven y ayudan. También conocidos como «los poderes de Arda», los valar son inmortales, al igual que los elfos y sus servidores maiar. Al igual que estos últimos, pueden adoptar una forma corpórea, que sería el equivalente de la vestimenta para una persona.

### Creación de Arda y Era de las Lámparas
Después de entrar en Eä, los valar y los maiar estuvieron trabajando para dar forma a Arda y prepararla para la llegada de los Hijos de Ilúvatar. Durante todo este tiempo Melkor, uno de los valar, se rebeló y guerreó con ellos, oponiéndose a sus planes y deshaciendo o corrompiendo todo lo que hacían.
Aunque por causa de Melkor en Arda todo tuvo formas y colores algo diferentes de lo que los valar habían pensado, finalmente quedó Arda completada y comenzaron así las Edades de las Lámparas: los valar y los maiar se establecieron en Almaren —una isla en medio del mar interior de Helcar, en las regiones centrales de la Tierra Media— poco tiempo luego de que Tulkas venciera a Melkor y este tuviera que huir fuera de Arda; y en ese entonces los valar pusieron paz al mundo y crearon las Lámparas de los valar: Illuin y Ormal. Pero cuando los valar festejaban la Primavera de Arda, Melkor regresó y logró derribar y destruir las lámparas, y expulsar a los valar de la Tierra Media, por lo que desde entonces mantuvieron su morada, a la que llamaron Valinor, en Aman "la Bienaventurada". Allí dieron vida a los Dos Árboles de Valinor, Telperion y Laurelin, y levantaron las Montañas Pelóri cerca de todas las orillas del continente, para mantenerlo protegido.

### Era de los Árboles
Los valar no solo fueron muy importantes para la historia de Arda porque le dieron forma y la prepararon para la llegada de los elfos y hombres, sino porque la mantuvieron constantemente vigilada y protegida frente al señor oscuro Melkor, por lo que se los llama, junto a los maiar, «los guardianes del Mundo».
Los valar guerrearon contra el «señor oscuro» cuando se enteraron de la venida de los elfos al mundo, con el objetivo de protegerlos. De esta guerra salieron victoriosos y Melkor fue aprisionado y confinado en las Estancias de Mandos. Luego los valar les propusieron realizar a los elfos el Gran Viaje desde Cuiviénen, el sitio donde despertaron, hasta Valinor. Allí tuvieron su morada los Elfos de la Luz, mientras que el resto de los Primeros Nacidos —los Elfos de la Oscuridad— permanecieron en la Tierra Media por diversas causas.
Melkor fue liberado al cabo de tres edades, y se disculpó, y recibió el perdón de los valar. Pero esta disculpa era fingida, y Melkor mintió a los Noldor durante largo tiempo y los enemistó con los valar, para luego asesinar a los Dos Árboles, robar los Silmarils —las tres hermosas joyas fabricadas por Fëanor que contenían la luz de los Dos Árboles— y huir a la Tierra Media nuevamente, una vez que sus mentiras quedaron al descubierto. Ocurrió entonces la rebelión de la mayoría de los Noldor para recuperar los Silmarils y su consiguiente abandono de las Tierras Imperecederas. Pero los valar predijeron su ruina en la Tierra Media: a esta profecía se la llamó "Profecía del Norte" o "Hado de los Noldor". Luego, a partir de una flor de Telperion y un fruto de Laurelin, dieron origen a la Luna y al Sol, respectivamente. Así comenzaron las Edades del Sol.

### Era del Sol
Los valar levantaron las Pelóri aún más, redoblaron la vigilancia del continente y colocaron las Islas Encantadas en medio del Belegaer o Gran Mar, que separaba Endor, la Tierra Media, del Reino Bendecido, y que servían de obstáculo para que ningún barco lograra llegar a las Tierras Imperecederas. A este conjunto de medidas que los valar tomaron, tanto para proteger el continente del «señor oscuro», como para evitar que los Noldor volvieran a las Tierras Imperecederas, se lo llamó "ocultamiento de Valinor".
Los valar no se equivocaban y los Noldor fueron completamente derrotados en la guerra de las Joyas, y casi toda Beleriand, en el noroeste de la Tierra Media, había sido conquistada por el «señor oscuro». También los reinos Sindar sucumbieron ante el poder creciente de Angband. Poco antes habían despertado los hombres, muchos de los cuales fueron engañados por Morgoth —nombre que le dieron los elfos a Melkor—, mientras que otros permanecieron neutrales, y algunos se aliaron con los elfos de Beleriand y cayeron en su misma ruina. Pero los valar no les ofrecieron ir al oeste, a Valinor, pues no se atrevían a hacerlo luego del terrible suceso de la rebelión de los Noldor. Fue entonces, cuando todo parecía perdido en la Tierra Media, que Eärendil navegó hacia el oeste, y logró llegar a las costas del Reino Bendecido, el primero de muchos que lo habían intentado. Allí pidió compasión en nombre de los Dos Linajes —de elfos y de hombres—, y este ruego fue escuchado. Los valar prepararon un gran ejército con los elfos que habían permanecido en el Reino Bendecido, que no eran pocos, y no mucho tiempo después el esplendoroso ejército de los valar desembarcaba en la Tierra Media y se trababa en lucha con los Balrogs, orcos, trolls, dragones, hombres y demás servidores del señor oscuro. Esta guerra, en la que el ejército élfico de los valar se alió con los Edain —los Amigos de los Elfos, los hombres que ya habían luchado a favor de los elfos en la guerra de las Joyas— contra el poder de Thangorodrim, se llamó "Guerra de la Cólera", y hacia el final de esta todos los planes de dominio del «señor oscuro» sobre Arda habían fracasado, y el ejército de Angband había sido totalmente derrotado. Morgoth fue llevado prisionero nuevamente a Valinor, donde fue juzgado por los valar; y luego, por decisión de estos, desterrado de Arda al Vacío Intemporal que hay fuera de ella. Así fue como los valar pusieron fin al creciente poder de Morgoth, y sus criaturas se dispersaron, y hubo paz por un tiempo, antes de que las mentiras de Morgoth y todo el mal que había generado durante sus años de poder despertaran de nuevo y se alzara un nuevo señor oscuro, Sauron.
Pero mientras tanto, los valar pusieron fin al Ocultamiento de Valinor, y les concedieron a los Edain el dominio sobre una amplia isla en medio del Gran Mar, cercana a las Tierras Imperecederas, pero que no formaba parte de esta:Númenor. Allí los Edain, ahora llamados "Dúnedain", crecieron en gloria y felicidad, y tenían largas vidas, pero los valar les impusieron la prohibición de navegar hacia el oeste tanto como para perder de vista las costas de Númenor, y de desembarcar en el Reino Bendecido. Pero cuando se alzó el miedo de los Númenóreanos a la muerte, empezaron a murmurar en contra de los valar y su prohibición, pensando que si se hacían con las Tierras Imperecederas vivirían para siempre.
Cientos de años después, llevaron a Sauron mismo como prisionero a Númenor. Pero los engaños del «señor oscuro» se impusieron, y de prisionero pasó a ser consejero del rey, y aconsejó a los Dúnedain quebrantar la Prohibición de los valar, y hacer la guerra contra el Reino Bendecido y conquistarlo, y así conseguir la inmortalidad. Los Numenóreanos hicieron caso y desembarcaron en Aman, pero los valar invocaron a Ilúvatar, quien originó grandes cataclismos, en los que fue destruido el ejército Númenóreano, y Númenor fue hundida; y Arda cambió de forma y se convirtió en esférica, quedado el Reino Bendecido separado de Arda y sólo accesible a los elfos mediante el Camino Recto. Pocos de los Numenóreanos lograron sobrevivir y desembarcar en la Tierra Media.

### Fin del mundo
Esta invocación a Ilúvatar fue la última intervención de los valar en la historia del mundo, pero se dice que durante la Última Batalla, la Dagor Dagorath, lucharán nuevamente contra Morgoth, que ya habrá conseguido entrar nuevamente en Arda, y sus servidores. Y entonces intervendrá Ilúvatar y, después del Día del Juicio, se llevará a cabo una segunda Música de los ainur, pero en esta participarán también los hombres, y se dará origen, de esta forma, a Arda Curada.

## Los quince valar
A Arda llegaron ocho valar y siete valier, aunque posteriormente Melkor ya no fue contado entre ellos, y quedaron siete y siete.

### Manwë,Señor del Aliento de Arda
Manwë Súlimo es el esposo de Varda y hermano de Melkor en la mente de Ilúvatar. Es el único ainu de entre los que descendieron a Eä que puede mantener con Ilúvatar una comunicación directa, y es el que mejor comprende sus propósitos. Es, además, el más cercano al corazón de Eru. Se le designó para ser el primero de todos los señores: Rey Mayor de Arda y señor de todos los ainur que descendieron a Eä. Es el amo del aire y los vientos, por lo que es conocido como Súlimo («Señor del Aliento de Arda», aunque literalmente significa «el alentador»). Vive con su esposa en el monte Taniquetil, la montaña más alta del mundo, que forma parte de la cordillera de las Pelóri.

### Varda,Reina de las Estrellas
Varda Elentári, la más hermosa de los valar, es la esposa de Manwë y, como tal, señora de los ainur que descendieron a Eä. Hizo las estrellas, y por eso los elfos la llaman Elentári y Elbereth (dos palabras que significan «Reina de las Estrellas»). También es conocida como Tintallë («la alumbradora» o «la que da brillo titilante») y Gilthoniel («la que encendió las estrellas»).

### Ulmo,Señor de las Aguas
Ulmo es el señor de las aguas de Arda, y reside en los sitios más profundos del Ekkaia o «Mar Circundante» de Arda, fuera de las Tierras Imprecederas. Es el más próximo a los hijos de Ilúvatar de todos los valar.

### Aulë,el Herrero
Aulë es el esposo de Yavanna. Es el hacedor de las montañas, las llanuras, las mesetas y demás formas que puede tener la tierra, de la que es el señor. Hábil con las manos, experto en todas las artesanías, creador de metales y piedras preciosas, además de ser el «creador material» de los enanos, a los que luego Ilúvatar dio fëa (‘alma’) y vida independiente.

### Yavanna,Reina de la Tierra
Yavanna Kementári es la esposa de Aulë y la hermana mayor de Vána. Llamada también Kementári («Reina de la Tierra»), es la creadora de los ents y  señora de las olvar (los vegetales) y los kelvar (los animales), a los que tiene gran aprecio.

### Námo o Mandos,Señor de los Muertos
Námo, a quien todos llaman Mandos por el lugar homónimo en que habita, es el esposo de Vairë y el hermano mayor de Irmo. Es el señor de los muertos y el juez de los valar, aunque enjuicia y condena solo por orden de Manwë. Es el guardián de las Estancias de Mandos, y convoca allí a los espíritus de quienes murieron. Es muy sabio a la hora de predecir el futuro, y muy pocas cosas le están ocultas.

### Nienna,la Plañidera
Nienna está familiarizada con la tristeza y llora frecuentemente a causa de la mácula de Melkor (Morgoth). Es además buena consolando a los demás, y posee una gran sabiduría que sale de su compasión.

### Oromë,el Cazador
Oromë es domador de animales y gran cazador. Vive en las regiones meridionales de Valinor, en unos hermosos bosques.

### Irmo o Lórien,Señor de las Visiones
Irmo («anhelante» o «amo de los anhelos» en sindarin) es el señor de los sueños premonitorios y de las visiones. Es el hermano menor de Námo y ambos reciben el apelativo de Fëanturi («amos de los espíritus»). Al igual que Mandos, Irmo suele recibir el nombre de su morada, Lórien, el lugar más hermoso de Arda.

### Vairë,la Tejedora
Vairë la Tejedora es la esposa de Mandos. Se dedica a tejer los grandes hechos de la historia a medida que van sucediendo, y con estos grandes tejidos adorna las Estancias de Mandos.

### Vána,la Siempre Joven
Vána es la esposa de Oromë y la hermana menor de Yavanna. Tiene jardines de flores doradas. Los pájaros cantan y las flores brotan cuando ella pasa, y se abren cuando ella las mira.

### Estë,la Sanadora
Estë, la Gentil y la Sanadora, es la esposa de Lórien y también mora en sus jardines, que son gracias a ella lugares de reposo y curación. Su manto es gris. Todos la ensalzan, pero sus dones son más deseados por aquellos que más sufren.

### Tulkas,el Luchador
Tulkas el Luchador es el esposo de Nessa. Fue el último de los valar en entrar en Arda. También se lo llama el Fuerte y Astaldo («valiente»). Es el más fuerte de todos los valar, ágil, rápido e infatigable, de cabellos y barba dorados; ni siquiera en la guerra lleva armas porque su pura fuerza y su gran corazón derrotan a todos sus enemigos.

### Nessa,la Bailarina
Nessa la Bailarina es la hermana de Oromë. Ama a las ligeras criaturas del bosque, que acuden a ella, porque ella misma es un espíritu salvaje que danza incesantemente en las praderas verdes que nunca se agostan de Valinor. Como su esposo, es rápida y ágil.

### Melkor,el Gran Enemigo Oscuro del Mundo
Melkor dejó de ser contado entre los valar poco después de que estos comenzaran a trabajar en Arda: fue en este momento en el que Melkor se rebeló contra sus pares con el objetivo de dominar el mundo. En un principio era el más poderoso de todos los ainur, pero durante la Primera Edad del Sol fue perdiendo su poder al crear los dragones, a los trolls y a otras criaturas horribles, a las que pasó su poder. Su nombre significa «el que se alza en poder». Los elfos, después de que él les arrebatara los silmarilli, le llamaron Morgoth («enemigo oscuro»), aunque también se lo llamó Bauglír («opresor») y Belegurth («inmensa muerte»).

## Aratar
De los anteriores quince valar, ocho son considerados como los más poderosos, y reciben el nombre conjunto de Aratar (en quenya «los Exaltados»), o también «los Ocho» o «los Sagrados de Arda»:
- Manwë, señor del viento, representante de Eru;
- Varda, señora de las estrellas;
- Ulmo, señor del mar;
- Yavanna, señora de la vida;
- Aulë, señor de la Tierra;
- Námo (Mandos), señor del destino y de los muertos;
- Nienna, señora de la compasión; y
- Oromë, señor de los cazadores.

Aunque a Melkor se le atribuyera el mayor poder de todos los valar, hasta que dejó de ser considerado como uno de ellos, no se le incluye entre los Aratar.